# Lazare Richtenberger
Lazare Richtenberger, né à Aschaffenburg (Bavière) en 1792 et mort à Bruxelles le 3 décembre 1853, est un banquier, actif en Belgique dans les années 1830-1850.

## Biographie
Employé de la maison Rothschild Frères, Lazare Richtenberger en est, depuis 1832, le premier représentant à Bruxelles dans les premières années de la fondation du royaume de Belgique,. Il est également consul du Grand-duché de Hesse à Bruxelles. 
Présent dans de nombreuses activités financières, industrielles ou commerciales en Belgique, il est introduit près des principaux responsables politiques et du roi Léopold Ier.
Il introduit son beau-fils Samuel Lambert dans ses activités bancaires, en lui confiant en 1840 la succursale d'Anvers de la maison Rothschild Frères. À la suite de la mort de Lazare Richtenberg en 1853, Samuel Lambert reprend la main sur ses activités bancaires. il est remplacé par son fils Léon Lambert qui se marie avec Zoé Lucie Betty de Rothschild (1863-1916).

## Distinctions
- Officier de l'ordre de Léopold (Belgique)
- Chevalier de la Légion d'honneur (France)
- Commandeur de l'ordre du Sauveur (Grèce)
- Commandeur de l'ordre du mérite du grand-duché de Hesse Philippe le Magnanime